# Jo Niemeyer
Jo Niemeyer (* 1946 in Alf) ist ein deutscher Grafiker, Designer, Maler und ein Vertreter der konkreten Kunst.

## Biografie
Nach einer Ausbildung im grafischen Beruf studierte Jo Niemeyer visuelle Gestaltung und Architektur an der Hochschule für Kunst und Industrielles Design in Helsinki (heute ein Teil der Aalto-Universität). 1989 begann er mit der Konzeption des Land-Art-Projekts 20 Steps around the world, welches Mitte der 1990er Jahre in Lappland verwirklicht wurde. Seit 1970 hat er eigene Ateliers in Deutschland und Finnland. Neben seiner Arbeit als Maler und Gestalter widmet Jo Niemeyer sich vor allem der Forschung um die wissenschaftliche Betrachtungsweise des Goldenen Schnitts.

## Werk

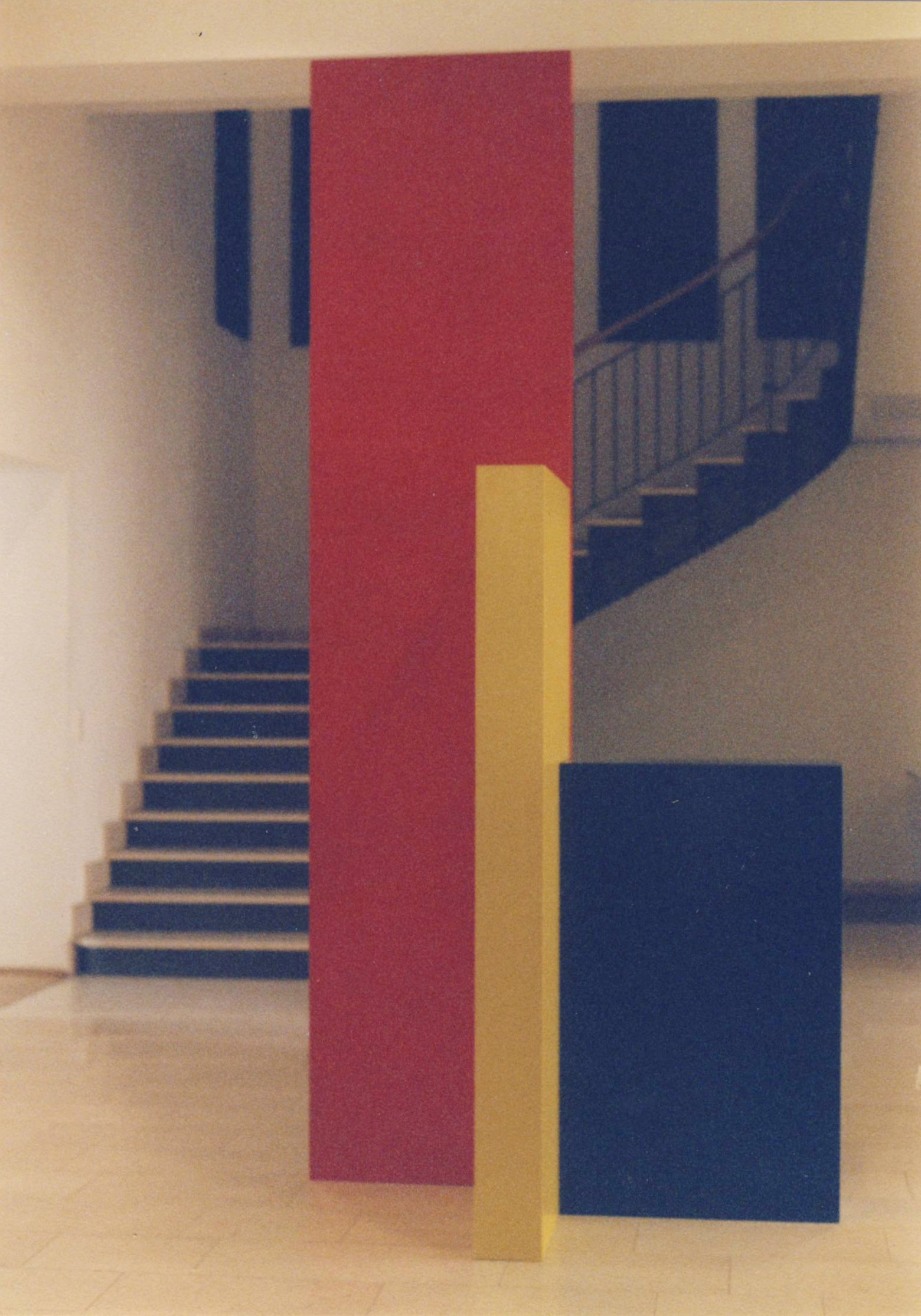
Skulptur in der Kunsthalle Villa Kobe, 2003

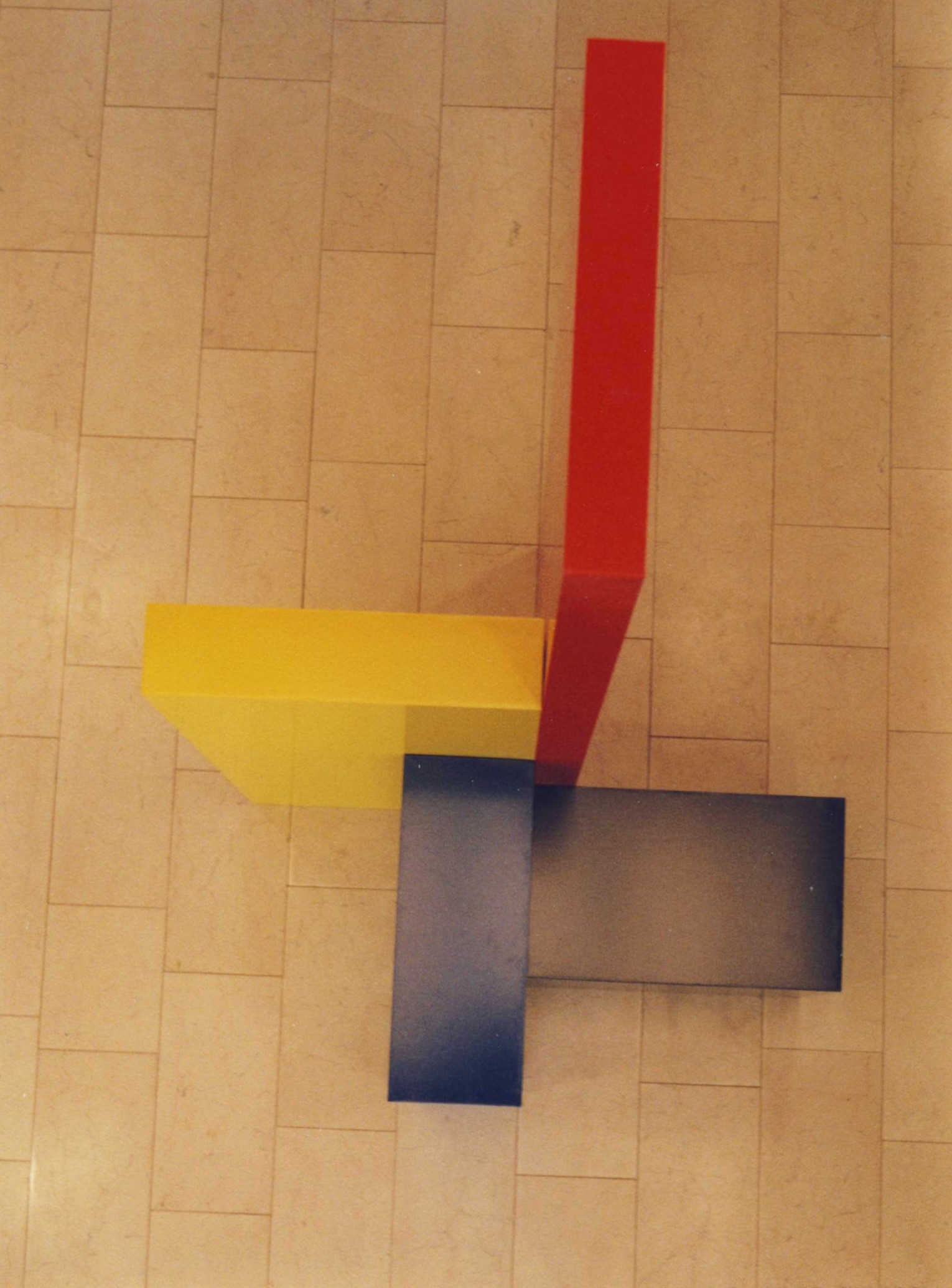
Skulptur in der Kunsthalle Villa Kobe, 2003

In seinem künstlerischen Werk setzt Jo Niemeyer seit Anfang der 1970er Jahre die elementaren Gestaltungsgrundsätze der konkreten Kunst um. Niemeyers Arbeiten setzen sich konsequent aus Proportionen und Teilungen im Goldenen Schnitt zusammen. Im klassischen Tafelbild variiert Jo Niemeyer den Goldenen Schnitt als Flächenphänomen, verwendet das klassische Verhältnis zwischen zwei Größen aber auch für Kunstprojekte außerhalb der Malerei. Für die von Eugen Gomringer kuratierte Ausstellung konkrete kunst hat die Kunsthalle Villa Kobe für das Foyer eine Skulptur nach dem Entwurf von Niemeyer bauen lassen.
Zu Jo Niemeyers berühmtesten Werken gehört das Modulon, ein harmonisch, im goldenen Schnitt, aufgeteilter Spielwürfel. Eine andere bekannte Designarbeit ist die vielfach ausgezeichnete Tischlampe Tubo für die „Collection International“ der Schweizer Firma Belux.

## Wichtige Ausstellungen
- 1983 Artek Gallery, Helsinki (Finnland).
- 1984 Alvar Aalto Museum, Jyväskylä (Finnland).
- 2002 Hans Thoma Museum, Bernau im Schwarzwald.
- 2003 Beteiligung an konkrete kunst in der Kunsthalle Villa Kobe, Halle.
- 2004 konkrete Kunst aus Baden-Württemberg, Landesvertretung BW, Warschau (Polen).
- 2005 Experiment konkret 2005, Museum für Konkrete Kunst, Ingolstadt.
- 2006 Galeria Sztuki Rogatka, Radom.
- 2007 Jo Niemeyer – Proportionen konkret, Vordemberge-Gildewart-Initiative, Osnabrück.
- 2008 Hommage à Vordemberge-Gildewart, Kunsthalle Osnabrück.
- 2008 Pure Abstract Art Mondriaanhuis, Amersfoort/Niederlande.
- 2009 Jo Niemeyer im Arithmeum Bonn[1]
- 2013 Jo Niemeyer - Moderne mathematische Kunst, Mathematikum e.V., Gießen.
- 2013–14 „Das graphische Werk“, Arithmeum, Bonn.

## Sammlungen (Auswahl)
- Museum of Modern Art (MoMA), New York
- Pinakothek der Moderne, München
- Universität Tel Aviv
- Museum Pécs, Pécs (Ungarn)
- Forum konkrete Kunst, Erfurt
- Bauhaus Archiv, Berlin
- Museum für Konkrete Kunst, Ingolstadt
- Stiftung für konkrete Kunst, Reutlingen
- Museum Ushiroyama, Higashiawakura (Japan)
- Finnish National Gallery, Helsinki
- Mondriaanhuis, Amersfoort/Niederlande
- Nickle Arts Museum, University of Calgary, Calgary
- Institut für konkrete Kunst, Rehau
- Haus Konstruktiv, Zürich
- Kunstsammlung Stadt Biel, Biel/Bienne